# Dobrohošť (okres Dunajská Streda)
Dobrohošť (maďarsky Doborgaz) je obec na Slovensku v okrese Dunajská Streda. V roce 2004 měla 371 obyvatel. První písemná zmínka o obci pochází z roku 1238.